# Durian's Affair
Durian's Affair (en hangul, 아씨 두리안; romanización revisada, Assi durian) es una serie de televisión surcoreana dirigida por Shin Woo-cheol y Jung Yeo-jin, y protagonizada por Park Joo-mi, Choi Myung-gil, Kim Min-joon, Han Eun-jung, Jeon No-min y Yoon Hae-young. Se emitió por el canal TV Chosun desde el 24 de junio hasta el 13 de agosto de 2023, en horario de sábados y domingos a las 21:10 horas (KST). También está disponible en la plataforma Coupang Play solo para Corea del Sur, así como en Viki y Viu para algunas zonas del mundo.

## Sinopsis
Durian's Affair es un melodrama de fantasía en el que dos mujeres de una familia noble de la época Joseon viajan en el tiempo y se relacionan con hombres en el presente, en 2023. Durian y Kim So-jeo son suegra y nuera en la dinastía Joseon. Aunque Durian está casada con un hombre de la familia Park, está secretamente enamorada de Dan Chi-gam, su antiguo criado, y él también es el padre biológico de su hijo Park Eon.

## Reparto

### Principal
- Park Joo-mi como Du Ri-an, una mujer de Joseon que se muestra gentil y agradable, pero es fuerte y dura en su espíritu.[6][7]
- Choi Myung-gil como Baek Do-i y la señora Kim, la primera miembro de la familia chaebol Dan, presidenta de su conglomerado; la segunda es la suegra de Ri-an.[8][9][10]
- Kim Min-joon como Dan Chi-gam y Dol-soe, el primero es el segundo hijo de Do-i, heredero de la familia Dan; Dol-soe está al servicio de los padres de Ri-an.[9][10][11]
- Han Eun-jung como Lee Eun-seong, la mujer de Chi-gam, segunda nuera de la familia Dan.[12]
- Jeon No-min como Dan Chi-gang y el noble Kim: Dan Chi-gang es el primer hijo de Do-i, director de un hospital de maternidad; el noble Kim es el padre de la señora Kim.[10][13]
- Yoon Hae-young como Jang Se-mi, la mujer de Chi-gang.[14]
- Ji Young-san como Dan Chi-jung y Park Il-soo: Dan Chi-jung es el hijo menor de Do-i, director de un club de golf; Park Il-soo es el marido de Ri-an.[9][10][15]
- Yoo Jeong-hu como Dan Deung-myung y Park Eon: Dan Deung-myung es hijo de Chi-gang y Se-mi, y es un actor famoso; Park Eon es hijo de Ri-an.[9][10][14]
- Lee Da-yeon como Kim So-jeo, la nuera de Ri-an, de personalidad tranquila pero firme y noble.[16]

### Secundario
- Kim Chae-eun como Ayla, una presentadora popular.[14]
- Hwang Mi-na como Go Woo-mi, la futura novia de Chi-jung, que es actriz.[14]
- Kwak Min-ho como Joo-nam, primo de Se-mi, director de producción de televisión, primo de Jang Se-mi.[17]
- Kim Jin-hyun como Yoo-ro, un asistente de dirección que trabaja con Joo-nam.
- Kim Nam-jin como el ama de llaves que trabaja en la casa de Eun-seong.
- Lee Han-jin como el director de una compañía de entretenimiento.[18]

### Apariciones especiales
- Kim Byung-chan como el presentador y conductor de la fiesta por el 70.º cumpleaños de Baek Do-i (ep. 1).
- Kang Dong-won (ep. 14).
- Jin Hae-sung como líder del equipo de desarrollo de una fábrica de kimchi dirigida por Chi-gam (ep. 14).[19][20]

## Producción
La serie está escrita por la reconocida guionista Phoebe (Im Sung-han), autora también de Amor (invitados especiales: matrimonio y divorcio), donde ya se encontró con Park Joo-mi, Ji Young-san y Jeon No-min, y es la primera en la que abandona el mundo real e introduce elementos de fantasía. En la dirección participó Shin Woo-cheol, director anteriormente de, entre otras series, Lovers in Paris (2004), Jardín secreto (2010) y Como aman los hombres (2012). En la primera de ellas ya dirigió a Kim Min-jun.
El 15 de mayo se publicaron imágenes de la primera lectura del guion, que había tenido lugar el 15 de febrero, y poco después comenzó el rodaje. El 30 de mayo se publicó el cartel de la serie con los nueve protagonistas. El primer adelanto de Durian's Affair se presentó el 13 de abril. El 18 de mayo se difundió el segundo avance en vídeo de la serie, y el 5 de junio un tercero de 42 segundos.

## Audiencia
La serie arrancó con una cuota de pantalla del 4,2 %, que se fue incrementando progresivamente hasta tocar el 5,5 % en el octavo episodio y superar el 7 % en el decimocuarto. El último episodio superó el 8 %.
| Temporada | Temporada | Episodio número | Episodio número | Episodio número | Episodio número | Episodio número | Episodio número | Episodio número | Episodio número | Episodio número | Episodio número | Episodio número | Episodio número | Episodio número | Episodio número | Episodio número | Episodio número | Promedio |
| Temporada | Temporada | 1               | 2               | 3               | 4               | 5               | 6               | 7               | 8               | 9               | 10              | 11              | 12              | 13              | 14              | 15              | 16              | Promedio |
| --------- | --------- | --------------- | --------------- | --------------- | --------------- | --------------- | --------------- | --------------- | --------------- | --------------- | --------------- | --------------- | --------------- | --------------- | --------------- | --------------- | --------------- | -------- |
|           | 1         | 0.838           | 0.759           | 0.817           | 0.998           | 0.879           | 1.017           | 1.037           | 1.124           | 1.085           | 1.234           | 1.184           | 1.034           | 1.387           | 1.509           | 1.512           | 1.628           | 1.145    |

| Episodio | Fecha de emisión     | Índices de audiencia (Nielsen Korea) | Índices de audiencia (Nielsen Korea) |
| Episodio | Fecha de emisión     | Nacional                             | Seúl                                 |
| --- | -------------------- | ------------------------------------ | ------------------------------------ |
| 1 | 24 de junio de 2023  | 4,167 % (2.ª)                        | 3,743 % (2.ª)                        |
| 2 | 25 de junio de 2023  | 3,355 % (3.ª)                        | 2,749 % (3.ª)                        |
| 3 | 1 de julio de 2023   | 4,002 % (2.ª)                        | 3,882 % (2.ª)                        |
| 4 | 2 de julio de 2023   | 4,666 % (2.ª)                        | 4,161 % (2.ª)                        |
| 5 | 8 de julio de 2023   | 4,313 % (2.ª)                        | 3,606 % (2.ª)                        |
| 6 | 9 de julio de 2023   | 5,132 % (2.ª)                        | 4,723 % (2.ª)                        |
| 7 | 15 de julio de 2023  | 5,149 % (2.ª)                        | 4,428 % (2.ª)                        |
| 8 | 16 de julio de 2023  | 5,509 % (2.ª)                        | 4,673 % (2.ª)                        |
| 9 | 22 de julio de 2023  | 5,436 % (2.ª)                        | 4,503 % (2.ª)                        |
| 10 | 23 de julio de 2023  | 6,295 % (2.ª)                        | 5,585 % (2.ª)                        |
| 11 | 29 de julio de 2023  | 5,516 % (2.ª)                        | 4,685 % (2.ª)                        |
| 12 | 30 de julio de 2023  | 6,422 % (2.ª)                        | 5,548 % (2.ª)                        |
| 13 | 5 de agosto de 2023  | 6,795 % (2.ª)                        | 6,341 % (2.ª)                        |
| 14 | 6 de agosto de 2023  | 7,164 % (2.ª)                        | 6,849 % (2.ª)                        |
| 15 | 12 de agosto de 2023 | 7,389 % (1.ª)                        | 6,808 % (1.ª)                        |
| 16 | 13 de agosto de 2023 | 8,103 % (1.ª)                        | 7,817 % (1.ª)                        |
| Promedio | Promedio             | 5,588 %                              | 5,006 %                              |
| - En la tabla superior, los números azules representan las calificaciones más bajas y los números rojos representan las más altas. - Esta serie se transmite en un canal de cable/televisión de pago, que normalmente tiene una audiencia menor respecto a las emisoras de televisión públicas/gratuitas (KBS, SBS, MBC y EBS). |                      |                                      |                                      |

## Recepción
Durian's Affair se mantuvo siempre por debajo de las cifras de audiencia obtenidas por el anterior trabajo de su guionista Phoebe, Amor (invitados especiales: matrimonio y divorcio), que comenzó con un 6 % para llegar al 10 %. Según algunos observadores, una de las posibles razones estriba en la gran complejidad de la trama, que dificulta mucho la comprensión, frente a argumentos más lineales como el de King the Land, transmitida por las mismas fechas y que cosechó un gran éxito de público. Otros elementos críticos pueden ser la representación de la homosexualidad femenina, las relaciones extramatrimoniales de la protagonista, así como otros aspectos de los personajes poco convencionales en este género televisivo.